# Tawhiti Falls
Die Tawhiti Falls sind ein unzugänglicher Wasserfall bislang nicht ermittelter Fallhöhe im zur Region Otago gehörenden Teil der Catlins auf der Südinsel Neuseelands. Am Südwestrand der Maclennan Range liegt er im Lauf des Waipiti River, der einige Kilometer hinter dem Wasserfall in südwestlicher Fließrichtung über die Waipati Estuary in den Pazifischen Ozean mündet.